# 莱尼 (埃纳省)
莱尼（法語：Laigny，法語發音：[lɛɲi]）是法国上法蘭西大區埃纳省的一个市镇，属于韦尔万区。

## 地理
莱尼（49°51'29"N, 3°51'11"E）面积10.83 平方千米，位于法国上法蘭西大區埃纳省，该省份为法国北部内陆省份，北起北部省，西接索姆省和瓦兹省，东临阿登省和马恩省，西南至塞纳-马恩省，东北部与比利时接壤。
与莱尼接壤的市镇（或旧市镇、城区）包括：欧特雷普、埃特雷欧蓬、方丹莱韦尔万、欧蒂翁、索尔拜、武尔派。
莱尼的时区为UTC+01:00、UTC+02:00（夏令时）。

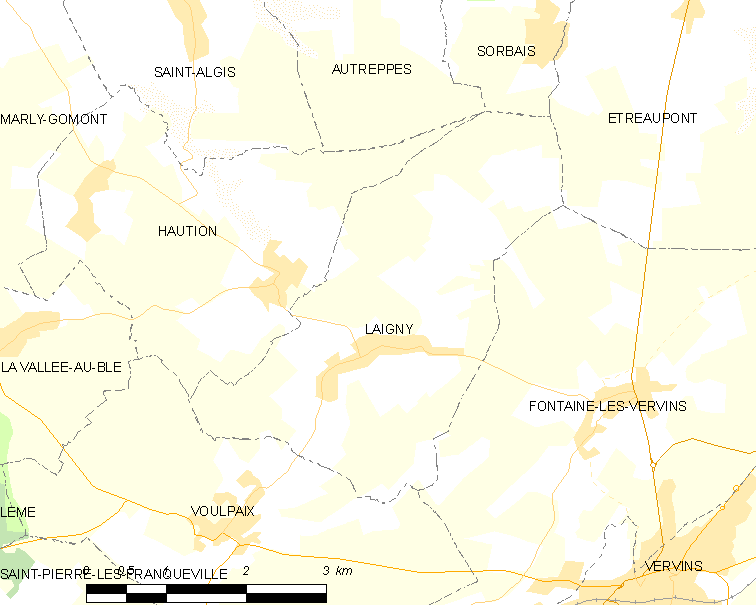
莱尼的OSM定位图

## 行政
莱尼的邮政编码为02140，INSEE市镇编码为02401。

## 政治
莱尼所属的省级选区为韦尔万县。

## 人口

1962-2008年间莱尼人口变化图示

莱尼于2022年1月1日时的人口数量为184人。